# Polypedates maculatus
Polypedates maculatus és una espècie d'amfibi que viu al sud d'Àsia.
Està amenaçada d'extinció per la pèrdua del seu hàbitat natural.